# Синявское сельское поселение (Воронежская область)
Синявское се́льское поселе́ние — муниципальное образование в Таловском районе Воронежской области Российской Федерации.
Административный центр — село Синявка.

## История
Статус и границы сельского поселения установлены Законом Воронежской области от 2 декабря 2004 года № 88-ОЗ «Об установлении границ, наделении соответствующим статусом, определении административных центров муниципальных образований Грибановского, Каширского, Острогожского, Семилукского, Таловского, Хохольского районов и города Нововоронеж».
Законом Воронежской области от 30 ноября 2015 года № 163-ОЗ, были преобразованы, путём их объединения Вязовское и Синявское сельские поселения — в Синявское сельское поселение с административным центром в селе Синявка.

## Население
| 2010  | 2012  | 2013  | 2014  | 2015  | 2016  | 2017  |
| ----- | ----- | ----- | ----- | ----- | ----- | ----- |
| 1117  | ↘1088 | ↘1071 | ↘1036 | ↘1006 | ↗1461 | ↘1422 |
| 2018  |       |       |       |       |       |       |
| ↘1379 |       |       |       |       |       |       |

## Состав сельского поселения
| № | Населённый пункт        | Тип населённого пункта       | Население |
| - | ----------------------- | ---------------------------- | --------- |
| 1 | Вязовка                 | село                         | ↘469      |
| 2 | Еланка                  | посёлок                      | 82        |
| 3 | Новогольский 2-й        | посёлок                      | 133       |
| 4 | Отделения откормсовхоза | посёлок                      | 0         |
| 5 | Синявка                 | село, административный центр | ↘984      |